# 96 Egla
96 Egla (mednarodno ime 96 Aegle, starogrško starogrško Αἴγλη: Aígla) je asteroid tipa T v glavnem asteroidnem pasu.

## Odkritje
Asteroid je odkril Jérôme Eugène Coggia (1849 – 1919) 17. februarja 1868.. Asteroid je poimenovan po eni izmed Egel iz grške mitologije.

## Lastnosti
Asteroid Egla obkroži Sonce v 5,35 letih. Njegova tirnica ima izsrednost 0,132, nagnjena pa je za 15,938° proti ekliptiki. Njegov premer je 169,9 km, okrog svoje osi pa se zavrti v 13,82 urah 

Albedo asteroida je 0,052, kar pomeni, da je zelo temen. Na površini ima verjetno preproste ogljikove spojine. 

## Okultacije
Opazovali so tri okultacije z zvezdami.